# Madagaskarrovdjur
Madagaskarrovdjur (latin: Eupleridae) är en familj i ordningen rovdjur som omfattar alla rovdjur som lever på Madagaskar. Att dessa djur utgör en egen systematisk grupp upptäcktes först efter genetiska studier och tidigare placerades de flesta arterna i familjerna viverrider eller manguster.

## Systematik och evolution
Familjen Eupleridae delas i två underfamiljer med tillsammans sju släkten och åtta levande arter.
- Underfamiljen Galidiinae omfattar de mindre arterna 
  - Galidia, en art - ringsvansmangust
  - Galidictis, två arter
  - Mungotictis, en art - smalstrimmig mangust
  - Salanoia, två arter
- Underfamiljen Madagaskarviverrider[3] (Euplerinae) omfattar de större arterna
  - Cryptoprocta, en art - fossa, till samma släkte tillhör även det utdöda djuret C. spelea
  - Eupleres, en art - falanok
  - Fossa, en art - fanaloka

På grund av olikheter i kroppsbyggnaden och levnadssättet delades Madagaskars rovdjur tidigare i tre grupper. Alla mindre arter (Galidiinae) räknades som underfamilj till familjen manguster. Falanuk och fanaloka räknades som underfamilj Euplerinae till viverrider. Fossans systematiska ställning var ända från början omstridd. På grund av några likheter med katter räknades arten ibland till familjen kattdjur. De flesta zoologerna klassade djuret däremot till viverrider eller manguster.
Genetiska undersökningar av arternas DNA visade det oväntade resultat att Eupleridae är en monofyletisk grupp. Alla rovdjur på Madagaskar utvecklades alltså från samma förfader. Den systematiska indelningen inom gruppen är inte helt klarlagd. Kanske är underfamiljen Euplerinae parafyletisk.
Djurgruppens närmaste släktingar är mangusterna (Herpestidae. De härstammar alltså från ett djur som liknade manguster och som korsade sundet mellan Afrika och Madagaskar för 20 till 30 miljoner år sedan (senare oligocen eller tidigt miocen). I jämförelse med andra däggdjur på Madagaskar har de en kort historia på ön. Trots allt hade de tillräcklig tid att ockupera olika ekologiska nischer.

## Kännetecken
Arterna inom familjen Eupleridae uppvisar stora morfologiska skillnader och det finns nästan inga ytliga kännetecken som skiljer dessa djur från andra rovdjur. Kroppens längd varierar mellan 25 och 40 centimeter hos arterna i underfamiljen Galidiinae och går upp till 70 centimeter hos familjens största art – fossa. Vikten ligger mellan 0,6 och 9 till 12 kilogram.
Kroppsbyggnaden är vanligtvis smal och långsträckt. Extremiteterna är korta. Pälsen är huvudsakligen brun- eller gråaktig. Med undantag av arterna fossa och falanok har alla djur i familjen fläckar eller strimmor på kroppen.
Arternas huvud har vanligtvis en långsträckt nos. Bara fossans huvud är avrundat som kattens. Arten falanok skiljer sig från de andra djuren i familjen genom sina tänder som är likformiga – liksom insektsätarnas tänder.

## Utbredning och habitat
Familjen Eupleridae förekommer uteslutande på Madagaskar där de uppträder i nästan alla habitat, som skogar, savanner och öknar. Några medlemmar är specialiserade på skogar.

## Levnadssätt

### Socialt beteende
Levnadssättet skiljer sig mellan de olika arterna och är delvis outforskad. De mindre arterna i familjen (Galidiinae) är huvudsakligen aktiva på dagen och de större arterna är för det mesta aktiva under gryningen eller natten. De vilar i håligheter i träd, jordgrottor, bergssprickor eller självgrävda bon. Även deras sociala beteende är variabel, det finns arter som lever ensam och andra arter som lever i mindre grupper. Det antas att många arter har avgränsade territorier som markeras med körtelvätska. De flesta familjemedlemmarna vistas på marken men några arter har bra förmåga att klättra. Mungotictis decemlineata är även bra på att simma.

### Föda
Dessa djur är huvudsakligen köttätare som livnär sig beroende på storleken av insekter, andra ryggradslösa djur eller mindre ryggradsdjur. Arten falanok är specialiserade på daggmaskar. Falanokan och Galidia elegans äter dessutom i mindre mått frukter.

### Fortplantning
För de flesta arterna är fortplantningssättet outforskat. Oftast finns en fastlagd parningstid, vinter eller våren. Dräktigheten varar oftast i tre månader. Kullen består i allmänhet av ett till två ungdjur, bara fossan föder upp till fyra ungar per kull. De nyfödda ungdjuren vistas de första veckorna i ett skyddat bo. Efter två till 4,5 månader sluter honan att ge di. Angående livslängden i naturen finns inga uppgifter. Individer av arterna fossa och Galidia elegans blev i fångenskap över 20 år gamla.

## Hot
Alla arter i familjen är hotade. Det beror på miljöförstöring i deras levnadsområde och på konkurrens från införda djur, som tamhundar och sibetkatten (Viverricula indica). Några arter jagas även av öns befolkning, då de ibland dödar husdjur. Av familjens nio arter listar IUCN Galidictis grandidieri som starkt hotad (endangered), tre arter som sårbara (vulnerable), tre arter som nära hotade (near threatened) och bara en art som livskraftig (least concern), den nya arten listas inte än.